# James O'Neill
James O'Neill (Kilkenny, Irlanda, 15 de novembro de 1847 - New London, Connecticut, 10 de agosto de 1920) foi um consagrado ator estadunidense de origem irlandesa, pai do dramaturgo Eugene O'Neill.

## Biografia
Conhecido por interpretar personagens famosos como Otelo e Edmund Dantes (de O Conde de Monte Cristo) em temporadas pelo interior dos Estados Unidos, O'Neill conferiu fortuna ao lado de sua esposa Ella Quinlan. Ella sofria de depressão pela falta de raízes devido às temporadas teatrais e pela morte de um de seus filhos, Edmund O'Neill, durante sua ausência. Devido à depressão de Ella e a seu vício por morfina, James internou seu filho Eugene em escolas, o que levou o futuro escritor a uma vida distanciada da família.